# Ralph Waldo Trine
Ralph Waldo Trine, född 9 september 1866 i Mount Morris, Illinois, död 1958, var en amerikansk filosof.
Trine representerade den panteistiska idealismen under inflytande av Emerson och Fichte. I en mångfald populära arbeten har han framhållit tankens och viljans förmåga att fritt gestalta karaktären och därigenom människans öde: In tune with the universe (1904), What all the world’s a-seeking (1905; "Vad hela världen söker", 1914), Character-building thought power (1906; "Tanken som karaktärsdanare", 3:e upplagan 1912), The greatest thing ever known (1907), The winning of the best (1912) och The new alignment of life (samma år; "Livets nya riktlinje", 1914), My philosophy and my religion (1921).